# Colicodendron bahianum
Colicodendron bahianum är en kaprisväxtart som beskrevs av Cornejo och Iltis. Colicodendron bahianum ingår i släktet Colicodendron, och familjen kaprisväxter. Inga underarter finns listade i Catalogue of Life.